# 나선면

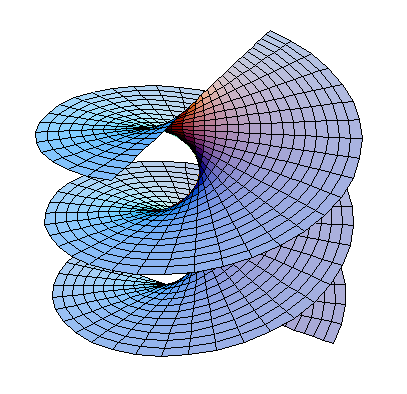

나선면(Helicoid, 헬리코이드)은 세 번째로 발견된 극소곡면이다. 나선형의 모양을 가진다.

## 설명
1774년 오일러와 1776년 장 밥티스트 뫼스니에(Jean Baptiste Meusnier)에 의해 기술되었다. 그 이름은 나선과의 유사성에서 파생된다. 평면의 범위는 음의 무한과 양의 무한대로 확장된다고 생각하기 때문에 자세히 관찰하면 한 평면의 기울기를 따라가면 동일 평면이 바이패스(bypass)되거나, 건너뛰지만 실제로는 동일 평면이 반대 관점에서도 추적된다.
나선면은 선의 궤적임을 의미하는 괘면(및 오른쪽 원추형)이기도 하다. 또는 표면의 모든 점에 대해 표면을 통과하는 선이 있다. 실제로 카탈루냐어는 1842년에 나선체와 평면이 유일하게 지배되는 최소 표면이라는 것을 증명했다.
나선면은 또한 미분 기하학의 의미에서 변환 표면이다. 나선면과 현수면은 나선면-현수면 최소 표면 계열의 일부이다.